# Norr- och Västerbottens golfdistriktsförbund
Norr- och Västerbottens golfdistriktsförbund omfattar golfklubbarna i Norrbottens och Västerbottens län.

## Golfklubbar i Norr- och Västerbottens golfdistriktsförbund

### Arvidsjaurs golfklubb
Arvidsjaurs golfklubb bildades 1989.
| Arvidsjaurs golfbana | 9 hål | Par 36 | 2 820 2 455 | Skogsbana | Spelklar 1998 | Arkitekt: Jan Sederholm |

### Bjurholms golfklubb
Bjurholms golfklubb bildades 1988.
| Bjurholms golfbana | 18 hål | Par 71 | 5658 5315 4695 4502 | Skogsbana | Spelklar 1991/2005 | Arkitekt: Peter Nordwall |

### Bodens golfklubb
Huvudartikel: Bodens golfklubb

### Bolidens golfklubb
Bolidens golfklubb bildades 1991.
| Bjurvattnets golfbana | 9 hål | Par 36 | 2 623 2 181 | Park- och skogsbana | Spelklar 2000 | Arkitekt: Jöns Larsson |

### Gunnarns golfklubb
Huvudartikel: Gunnarns golfklubb

### Gällivare-Malmbergets golfklubb
Gällivare-Malmbergets golfklubb i Malmberget bildades 1967.
| Malmbergets golfbana | 18 hål | Par 71 | 5528 4610 | Skogsbana | Spelklar 1992 | Arkitekt: Jan Sederholm |

### Haparanda golfklubb
Huvudartikel: Haparanda golfklubb

### Kalix golfklubb
Kalix golfklubb bildades 1990.
| Kalix golfbana | 18 hål | Par 71 | 5655 5437 4989 4673 | Park- skogs- och seasidebana | Spelklar 1992 | Arkitekt: Jan Sederholm |

### Kiruna golfklubb
Kiruna golfklubb bildades 1990.
| Kiruna golfbana | 9 hål | Par 33 | 2 264 1 938 | Park- och seasidebana | Spelklar 1996 | Arkitekt: Jan Sederholm |

### Luleå golfklubb
Luleå golfklubb bildades 1955. 1989 valdes klubben till Årets golfklubb.
| Renen | 9 hål | Par 36 |  | Park- och skogsbana | Spelklar 9 hål 1966 | Arkitekt: Nils Sköld, P-O Tideman |

| Björnen | 9 hål | Par 36 |  | Park- och skogsbana | Spelklar 9 hål 1988 | Arkitekt: Nils Sköld, P-O Tideman |

| Hermelinen | 9 hål | Par 36 |  | Park- och skogsbana | Spelklar 2002 | Arkitekt: Björn Eriksson |

### Lycksele golfklubb
Lycksele golfklubb bildades 1989. Banan ligger vid stadsdelen Norräng i Lycksele. Bankaraktär: Skogsbana vackert belägen vid Umeälven.
| Lycksele golfbana | 9 hål | Par 36 | 2753 2368 | Skogsbana | Spelklar 1992 | Arkitekt: Rolf Collijn |

### Norrmjöle golfklubb
Huvudartikel: Norrmjöle golfklubb

### Norsjö golfklubb
Norsjö golfklubb bildades 1997.
| Norsjö golfbana | 9 hål | Par 36 | 2 739 2 337 | Skogsbana | Spelklar 2004 | Arkitekt: Jöns Larsson |

### Piteå golfklubb
Piteå golfklubb bildades 1960.
| 18-hålsbanan | 18 hål | Par 72 | 6092 5657 5145 4784 | Park- och skogsbana | Spelklar 9 hål 1964, 18 hål 1990 | Arkitekt: Jan Sederholm |

| 9-hålsbanan | 9 hål | Par 33 | 2387 2058 | Park- och skogsbana | Spelklar 1963 | Arkitekt: Nils Sköld |

### Porjus golfklubb
Porjus golfklubb bildades 1990.
| Porjus golfbana | 9 hål som spelas två varv med olika tees hål | Par 70 | 4470 3958 | Skogsbana | Spelklar 1993 | Arkitekt: Stig Wallbing |

### Robertsfors Nya golfklubb
Robertsfors Nya golfklubb bildades 1987.
| Robertsfors golfbana | 18 hål | Par 72 | 6215 5850 5233 4995 | Parkbana | Spelklar 9 hål 1991, 18 hål 2004 | Arkitekt: Peter Nordwall |

### Skellefteå golfklubb
Skellefteå golfklubb bildades 1967.
| Blå slinga | 9 hål | Par 36 |  | Park- och skogsbana | Spelklar 1971 | Arkitekt: Nils Sköld |

| Röd slinga | 9 hål | Par 36 |  | Park- och skogsbana | Spelklar 1977 | Arkitekt: Bo Carlsson |

| Röd slinga | 9 hål | Par 36 |  | Park- och skogsbana | Spelklar 1993 | Arkitekt: Bo Eng, Jöns Larsson |

### Sörfors golfklubb
Sörfors golfklubb, omkring 20 kilometer väster om Umeå, bildades 1992.
| Sörfors golfbana | 18 hål | Par 71 | 5 561 4 762 | Parkbana | Spelklar 9 hål 1994, 18 hål 1999 | Arkitekt: Sune Nordin, Bengt Lorichs |

### Tureholms golfklubb
Tureholms golfklubb i Övertorneå bildades 1996.
| Tureholms golfbana | 9 hål | Par 32 | 1 833 1 469 | Park- och skogsbana | Spelklar 2004 | Arkitekt: J Larsson |

### Umeå golfklubb
Umeå golfklubb bildades 1954.
| Röd slinga | 9 hål | Par 36 | 3153 2937 2543 | Park- och skogsbana | Spelklar 2003 | Arkitekt: Bo Engdal, Nils Sköld, Björn Eriksson |

| Blå slinga | 9 hål | Par 36 | 2942 2700 2537 2173 | Park- och skogsbana | Spelklar | Arkitekt: Bo Engdal, Nils Sköld, Björn Eriksson |

| gul slinga | 9 hål | Par 36 | 2888 2717 2606 2336 | Park- och skogsbana | Spelklar | Arkitekt: Bo Engdal, Nils Sköld, Björn Eriksson |

### Åsele golfklubb
Åsele golfklubb bildades 1989 i Åsele kommun.
| Åsele golfbana | 18 hål | Par 72 | 5 613 4 868 | Skogsbana | Spelklar 9 hål 1994, 18 hål 2003 | Arkitekt: Kerstin Nordin |